# Bahnstrecke Sprendlingen–Fürfeld
| Streckennummer: | 3568                 |                             |                             |
| Kursbuchstrecke: | 273e (1946)          |                             |                             |
| Streckenlänge: | 14,2 km              |                             |                             |
| Spurweite: | 1435 mm (Normalspur) |                             |                             |
| |                      |                             |                             |
| \| \| \| von Bingen Stadt \| \| \| \| 0,0 \| Sprendlingen (Rheinhess) \| Sprendlingen (Rheinhess) \| \| \| \| nach Worms \| \| \| \| 2,5 \| Badenheim \| Badenheim \| \| \| 5,9 \| Wöllstein \| Wöllstein \| \| \| 10,4 \| Neu-Bamberg-Freilaubersheim \| Neu-Bamberg-Freilaubersheim \| \| \| 11,5 \| Frei-Laubersheim \| Frei-Laubersheim \| \| \| 14,2 \| Fürfeld \| Fürfeld \| |                      |                             |                             |
| Strecke |                      | von Bingen Stadt            | von Bingen Stadt            |
| Bahnhof | 0,0                  | Sprendlingen (Rheinhess)    | Sprendlingen (Rheinhess)    |
| Abzweig ehemals geradeaus und nach links |                      | nach Worms                  | nach Worms                  |
| Bahnhof (Strecke außer Betrieb) | 2,5                  | Badenheim                   | Badenheim                   |
| Bahnhof (Strecke außer Betrieb) | 5,9                  | Wöllstein                   | Wöllstein                   |
| Bahnhof (Strecke außer Betrieb) | 10,4                 | Neu-Bamberg-Freilaubersheim | Neu-Bamberg-Freilaubersheim |
| Haltepunkt / Haltestelle (Strecke außer Betrieb) | 11,5                 | Frei-Laubersheim            | Frei-Laubersheim            |
| Kopfbahnhof Streckenende (Strecke außer Betrieb) | 14,2                 | Fürfeld                     | Fürfeld                     |

Die in Rheinhessen gelegene Bahnstrecke Sprendlingen–Fürfeld der Süddeutschen Eisenbahn-Gesellschaft (SEG) – im Volksmund Bawettche genannt – verband Sprendlingen (an der Bahnstrecke Worms–Bingen Stadt) mit Fürfeld.

## Geschichte
Die Bahnstrecke wurde zwischen Mai 1887 und Oktober 1898 erbaut. Der erste Bauabschnitt von Sprendlingen über Badenheim nach Wöllstein ging am 11. Oktober 1888 in Betrieb. Der Weiterbau verzögerte sich. Die Konzession dafür wurde erst 1897 erteilt. Aufgrund des schwierigen Geländes waren zahlreiche Kurven erforderlich, um die Steigung der Strecke möglichst gering zu halten. Ab 5. Oktober 1898 fuhren die Züge dann bis Fürfeld. Eine Weiterführung über Fürfeld hinaus und ein Anschluss an die Alsenztalbahn war geplant, wurde aber nicht realisiert.
Für den Betrieb auf der Strecke in der Rheinhessischen Schweiz standen in den ersten Jahrzehnten zwei Tenderlokomotiven, vier Personenwagen, zwei eigene Güterwagen sowie zwei Bahnmeisterwagen zur Verfügung. 
Aufgrund von Artikel 95 der Weimarer Verfassung ging durch das Gesetz betreffend den Staatsvertrag über den Übergang der Staatseisenbahnen auf das Reich vom 30. April 1920 die Eisenbahnaufsicht zum 1. August 1922 vom Volksstaat Hessen auf das Deutsche Reich über, faktisch vom Hessischen Finanzministerium auf die Eisenbahndirektion Mainz.
Mit dem Ablauf der Konzession der Süddeutschen Eisenbahngesellschaft (SEG) fiel die Strecke zum 1. Januar 1953 an das Land Rheinland-Pfalz. Dieses schloss einen Vertrag mit der Deutschen Bundesbahn (DB), die für das Land zum 1. April 1953 die Betriebsführung übernahm. Sofort gab sie den Personenverkehr auf und errichtete dafür ersatzweise eine Omnibuslinie. Danach dienten die Schienen nur dem Güterverkehr.
Zum 1. Januar 1959 wurde die DB Eigentümerin der Infrastruktur. Zugleich erfolgte die Streckenstilllegung, wobei der Abschnitt Sprendlingen–Wöllstein zunächst wegen der Wöllsteiner Ziegelindustrie als Anschlussgleis erhalten blieb. Dies fand zum 31. Juli 1973 sein Ende, als im Zuge des Baus der Bundesautobahn 61 die Entscheidung fiel, dass eine Brücke zu teuer sei.

## Verkehrsgeografische Bedeutung
Die Strecke diente zur Erschließung der Steinbrüche bei Frei-Laubersheim und Neu-Bamberg, dem Transport landwirtschaftlicher Erzeugnisse wie Rüben und Wein und der Produkte der Wöllsteiner Ziegelindustrie. Der Personenverkehr spielte eine untergeordnete Rolle. Die Überlandstraßenbahn Bad Kreuznach–St. Johann der Kreuznacher Straßen- und Vorortbahnen querte von 1912 bis 1953 die Bahnstrecke bei Badenheim, wo ebenso wie in Sprendlingen zwischen den beiden Verkehrsmitteln umgestiegen werden konnte.

## Bauliche Reste
Zwischen Wöllstein und Frei-Laubersheim verläuft heute ein Bahntrassenradweg. Das Empfangsgebäude in Badenheim ist erhalten, wird heute für Wohnzwecke genutzt und wurde dafür mit einem modernen Anbau versehen. In der Denkmaltopographie Bundesrepublik Deutschland wird der Bahnhof zwar erwähnt, das Empfangsgebäude aber offensichtlich nicht als Kulturdenkmal eingestuft.

## Wissenswert
Auch die 1935 eingestellte Lokalbahn Alsenz–Obermoschel hat den volkstümlichen Beinamen Bawettche.
In der SWR Fernsehen Sendereihe Eisenbahn-Romantik ist die Folge 999 (Erstausstrahlung 23. Oktober 2020) dem Bawettche gewidmet. Es ist auch gleichzeitig die letzte Folge mit dem langjährigen Sprecher Jo Jung, der in Rheinhessen heimisch ist.
In Folge 1204 Der Fauteuil vom 7. Januar 2024 der Fernsehserie Die Fallers wird zum einen das Bawettche als Bahnstrecke und als Username in einer Bahnfan-Chatgruppe genannt.